# Marojejy Nemzeti Park
A Marojejy Nemzeti Park Madagaszkár északkeleti részén, a Sava régióban fekvő nemzeti park. Területe 55 500 hektár, mely a Marojejy-hegység területén összpontosul. A hegység legmagasabb csúcsai elérik a 2132 méteres tengerszint feletti magasságot. A terület látogathatósága a kutatókra korlátozódott, mióta 1952-ben létrehozták, mint fokozottan védett természetvédelmi területet. 1998-ban a parkot megnyitották a nagyközönség előtt és nemzeti parkká nyilvánították. A terület a Világörökség részévé vált 2007-ben, Atsinanana esőerdői világörökségi helyszín részeként. Hegyvidékekkel szabdalt területéhez képest az orvvadászat és az illegális fakitermelés komoly problémát jelentenek, amely részben a 2009-es madagaszkári politikai válság miatt még súlyosabbá vált. A bányászat, az égetéses földművelés és a fakitermelés szintén veszélyt jelentenek a nemzeti parkra és élővilágára nézve.
A kiemelkedő magaslatok és a felszín hegycsúcsokkal tagolt mivolta változatos élőhelyi sajátosságokat kínálnak, melyek a különböző magassági szinteken gyorsan váltakozva követik egymást. A sűrű nedves esőerdő található meg az alacsonyabban elhelyezkedő területeken, melyet alacsonyabb erdőségek követnek a magasság emelkedésével, melyeket magasabb területeken köderdők követnek. A hegycsúcsok közelében hegyvidéki fenyérek alakultak ki. A növények fejlődéséhez a hegység keleti oldalán fekvő területek alkalmasabbak, melyek több csapadékot kapnak, mint a nyugati oldalon elhelyezkedő területek. Ez az élőhelyi változatosság a biodiverzitás fokozottabb megjelenéséhez vezetett. Legkevesebb 118 madárfaj, 148 hüllő- és kétéltűfaj, valamint a lemurok 11 faja vált ismertté a nemzeti park területéről. A selymes szifaka (Propithecus candidus) a világ 25 legveszélyeztetettebb emlősállata közé tartozik. A sisakos vanga (Euryceros prevostii) a park ikonikus madárfaja. A park bejáratától egy turistaút vezet a legmagasabb hegycsúcsig. Az útvonal mentén három tábor található, az első a 450 méteren lévő Camp Mantella.

## Története
A Marojejy Nemzeti Park Madagaszkár északkeleti részén található Andapa és Sambawa városok között. Kiterjedése kelet-nyugati irányban megközelítőleg 32 km, míg észak-déli irányban 22 kilométer hosszan nyúlik el. Területe döntő részben a Marojejy-hegység tagjain koncentrálódik. Az 1929-ben a környező hegyvidék tagjain végzett Mission Zoologique Franco-Anglo-Américaine elnevezésű zoológiai kutatás ellenére a Marojejy-hegység egészen 1937-ig tudományosan feltáratlan terület maradt. 1937-ben L.-J. Arragon, a Madagaszkári Földrajzkutató Intézet (Service Géographique de Madagascar) munkatársa feltérképezte a Marojejy keleti felét. Arragon nem foglalkozott a terepen minták begyűjtésével. A hegységet geológiailag nem írták le egészen 1948-ig, amikor is a francia botanikus Henri Jean Humbert, a párizsi  Természettudományi Múzeum munkatársa fel nem fedezte e hegyvidéket. Humbert korábban már Afrika számos más területén elhelyezkedő hegységben végzett földrajzi felfedezéseket. Több expedíciót követően 1955-ben publikálta a Természet csodája című művét, melyben azt írta, hogy e hegység egész Madagaszkáron a legnagyobb hatással bíró hegyvonulat méretei, növényvilágának változatossága és a természet eredeti állapotban való fennmaradása miatt. 1948 novembere és 1950 novembere között összesen öt hónapot töltött növények mintáinak begyűjtésével, melynek során 4039 növényt gyűjtött be és tett el szárítva az utókor számára.

## Földrajza

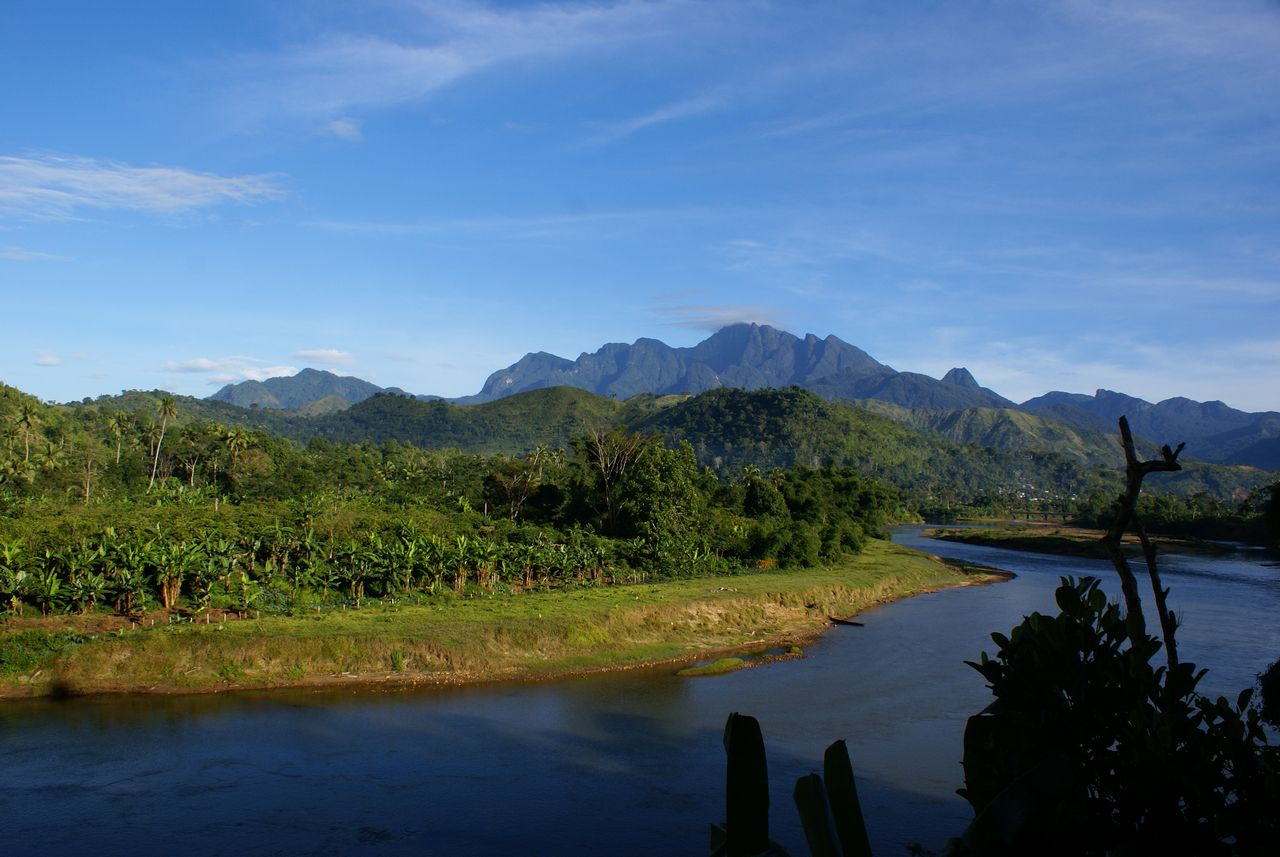

A Marojejy Nemzeti Park 555 négyzetkilométer kiterjedésű és a védett terület közel az egész hegyvonulat területét lefedi. Tengerszint feletti magassága a 75 métertől a 2132 méterig terjed.  A hegylánc Tsaratanana városától húzódik északnyugati irányban és a Masoala-félsziget felé déli irányban. A hegyhátak kelet-nyugati irányban helyezkednek el, melyek között önállóan álló csúcsok magasodnak rendszertelenül. A hegység Madagaszkár egyik legcsapadékosabb vidéke. Gyorsan váltakozó felszíni formációinak köszönhetően számos változatos élőhelyi sajátosság alakult ki e hegyek oldalain, melyeket különböző mikroklímával rendelkező területek kísérnek.